# Коппитц (замок)
Коппитц (нем. Schloss Koppitz, пол. Pałac w Kopicach) — средневековый замок расположенный в городе Копице (немецкое название Koppitz), в гмине Гродкув (Гротткау) в Опольском воеводстве, Польша. Как дворянская резиденция известен с XIV века. Современное здание в стиле неоготики и неоренессанса (с элементами архитектуры Тюдоров) было спроектировано и возведено в XIX веке в ходе радикальной реконструкции. Тогда прежнее сооружение было значительно расширено и превращено в дворцово-замковый комплекс. В ту эпоху имение принадлежало крупному промышленнику, владельцу горнодобывающих предприятий, Гансу Ульриху фон Шаффгочу (1831-1915) и его супруге Йоханне фон Шаффгоч (1842-1910). С 1936 по 1945 год замок назывался Шварценгрунд (Schwarzengrund). С 1958 года после масштабного пожара комплекс дежит в руинах. В настоящее время копмлекс принадлежит частному лицу.

## История

### Ранний период
С 1360 года имение Коппитц (вместе с укреплённым усадебным домом) принадлежало семье фон Борсниц. Через 90 лет владельцами поместья оказались представители рода фон Бесс. В 1534 году земля и строения стали собственностью каноника собора в Бреслау Бальцара фон Неккерна. 

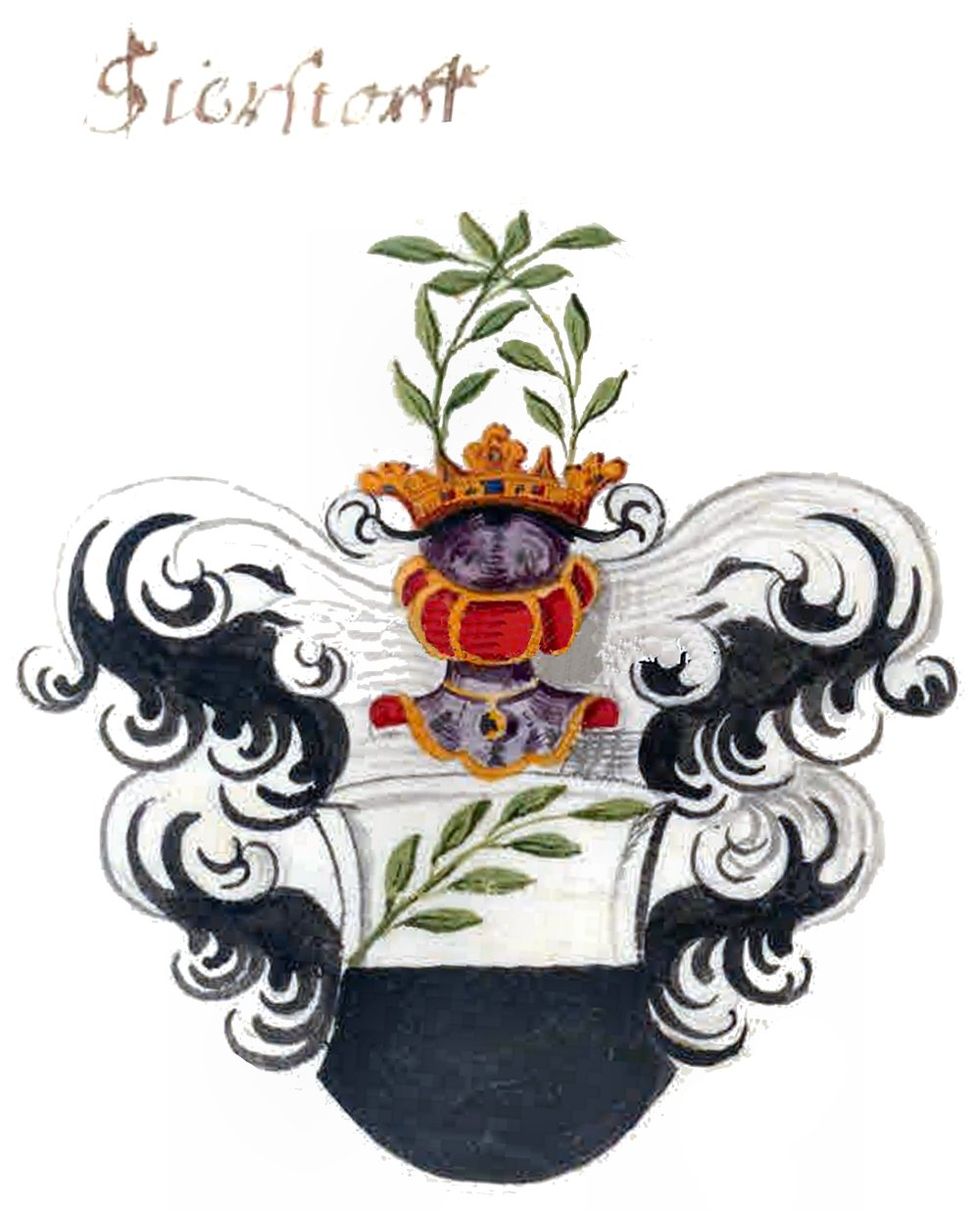
Герб рода Зиршторпфф (дворянский род)

### Новое время
С XVII века замок ещё несколько раз менял хозяев. Среди прочих, Коппитцем владели Ганс Генрих Хейман фон Розенталь, Готфрид фон Шпетген, а с 1751 года — силезский дворянский род фон Зиршторпфф.
В 1783 году прежнее сооружение, больше напоминавшее крепость, было перестроено в стиле классицизма. Теперь замок превратился в дворцовый комплекс. Автором проекта был архитектор Ганс Рудольф из Ополе.

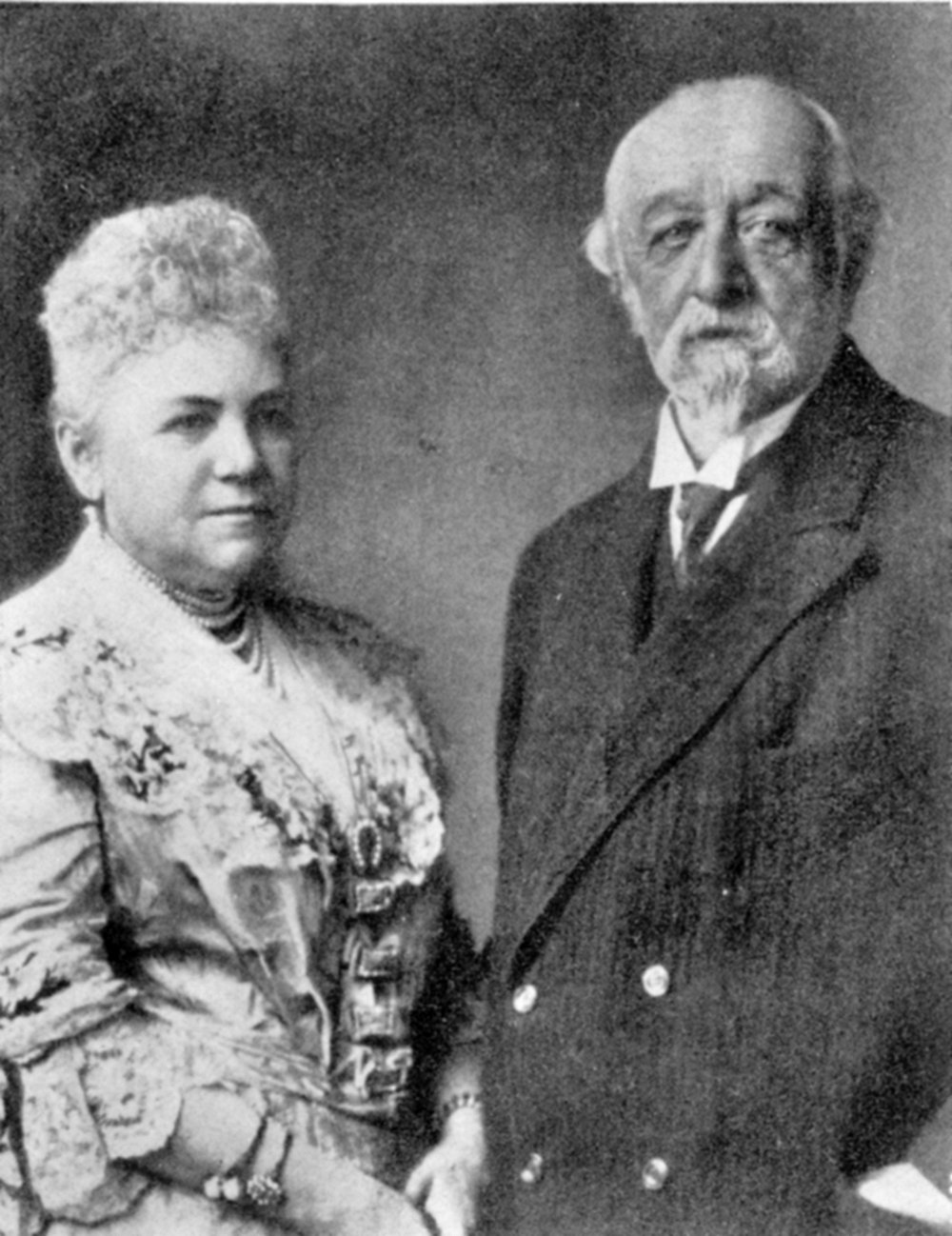
Супруги Йоханна и Ханс Ульрих фон Шаффгоч

### XIX век
В начале XIX века замок выкупил богатый, но бездетный горный промышленник Карл Годулла. Он удочерил юную Йоханну Грызик, происходившую из обедневшего силезского дворянского рода. Девочка рано осталась сиротой, но в одночасье её жизнь резко изменилась. Словно Золушка она из бедности и нужды превратилась в наследницу огромного состояния. Вскоре Карл Годулла скончался и вся его собственность досталась маленькой девочке. На момент вступления в наследство в 1848 году ей было всего шесть лет. Неудивительно, что ей захотелось ощутить себя принцессой из сказки.

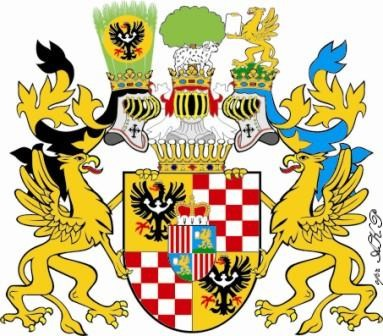
Герб рода фон Шаффгоч

Йоханна вышла замуж за Ханса Ульриха фон Шаффгоча, богатого немецкого предпринимателя дворянского происхождения. В 1859 году молодожёны, обладавшие внушительным состоянием, решили полностью перестроить прежний дворец. Для подготовки проекта был приглашён архитектор Карл Иоганн Людеке из Бреслау. Работы проводились в период с 1864 по 1864 год. Непосредственно за строительство отвечал не сам Карл Иоганн Людеке, а Констанций Хайденрайх и Рихард Янг.

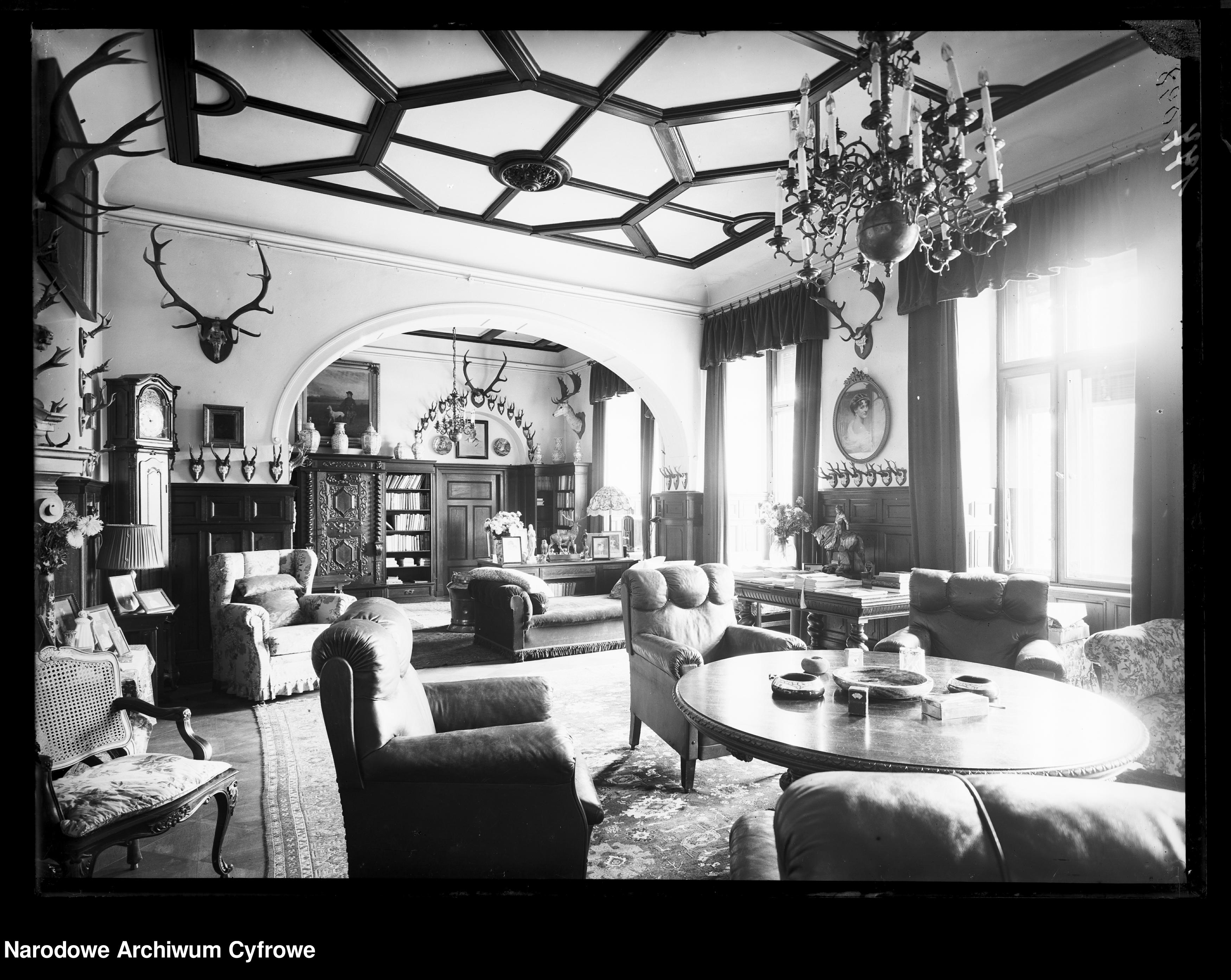
Одна из комнат замка
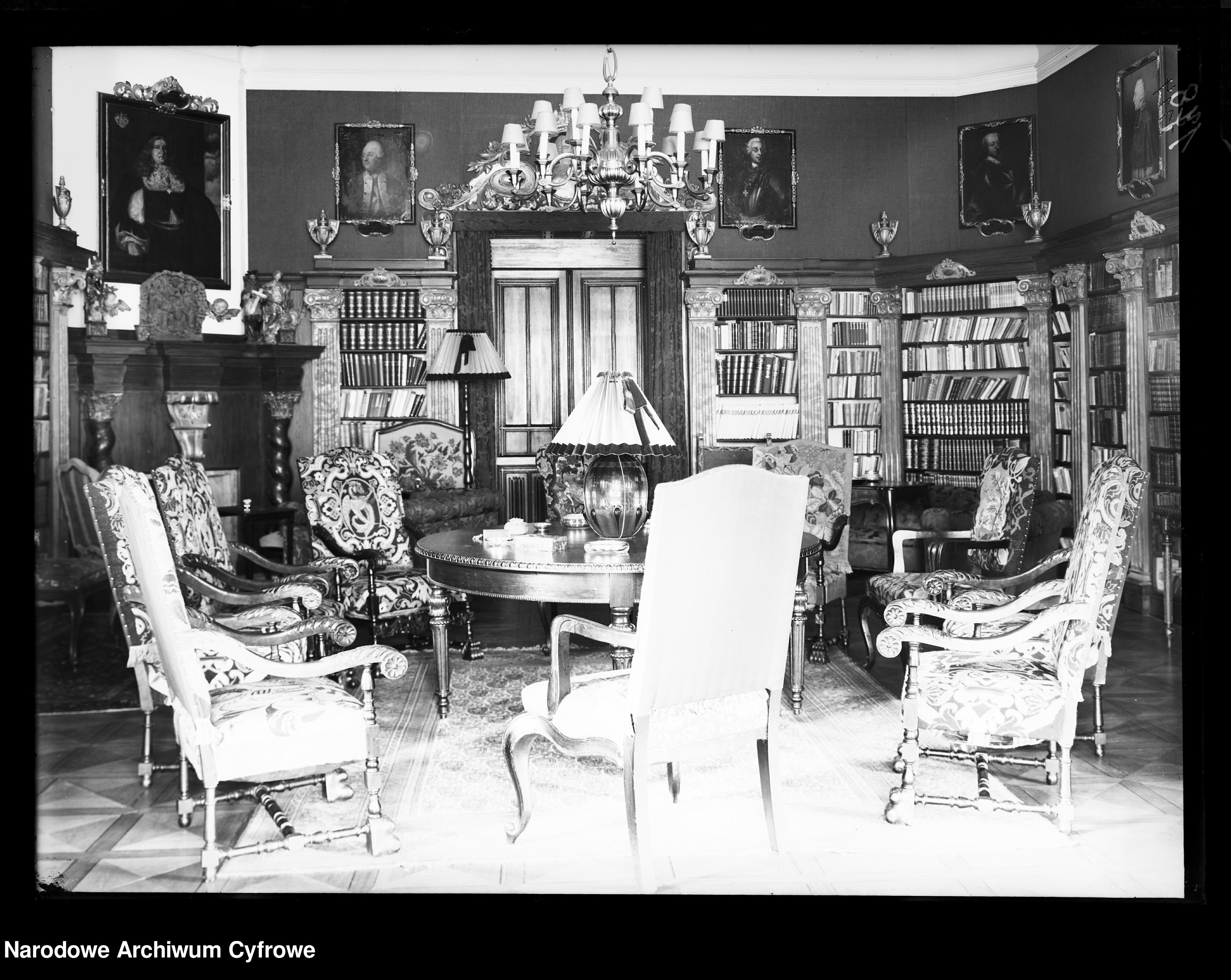
Библиотека внутри замка
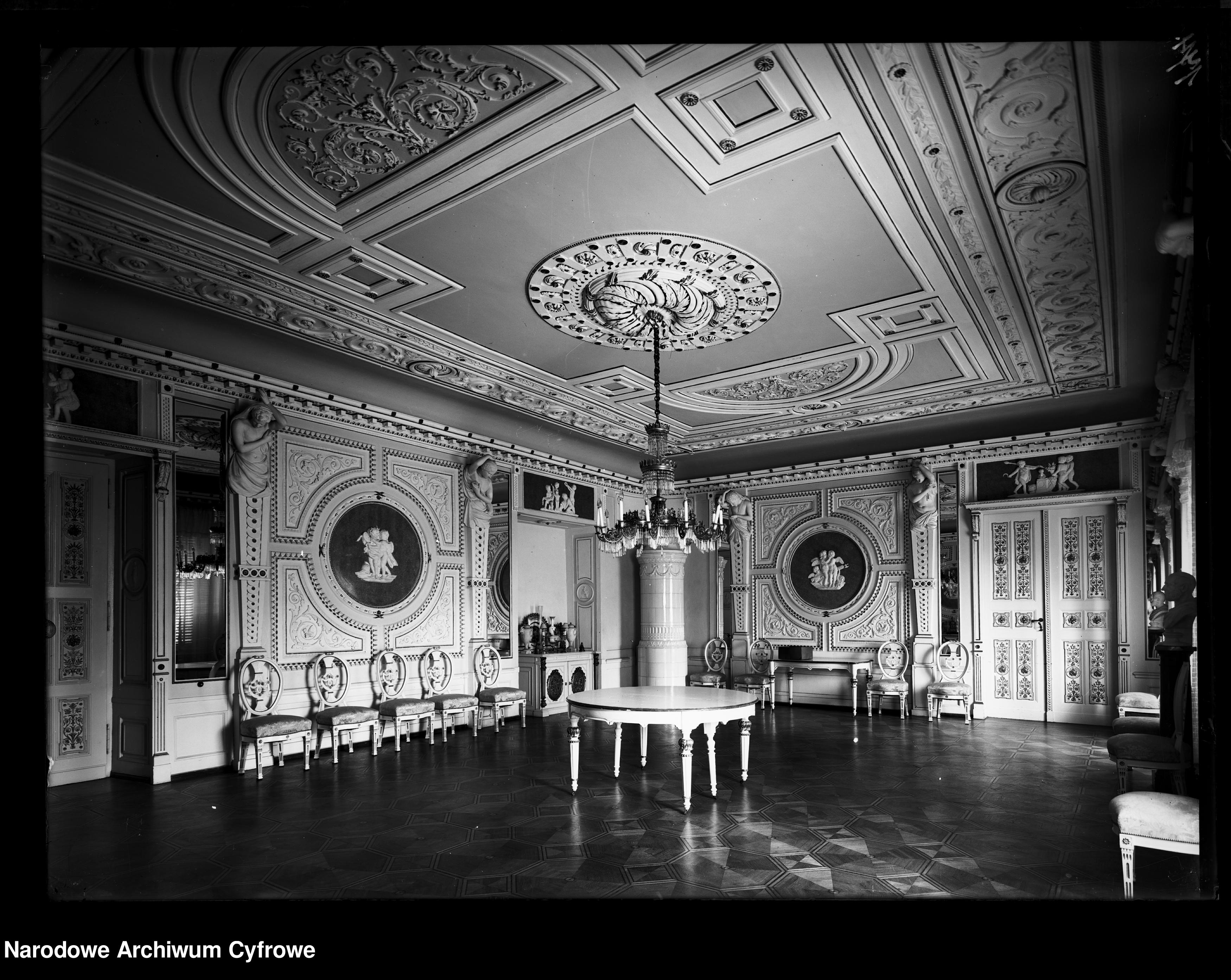
Замковая гостиная
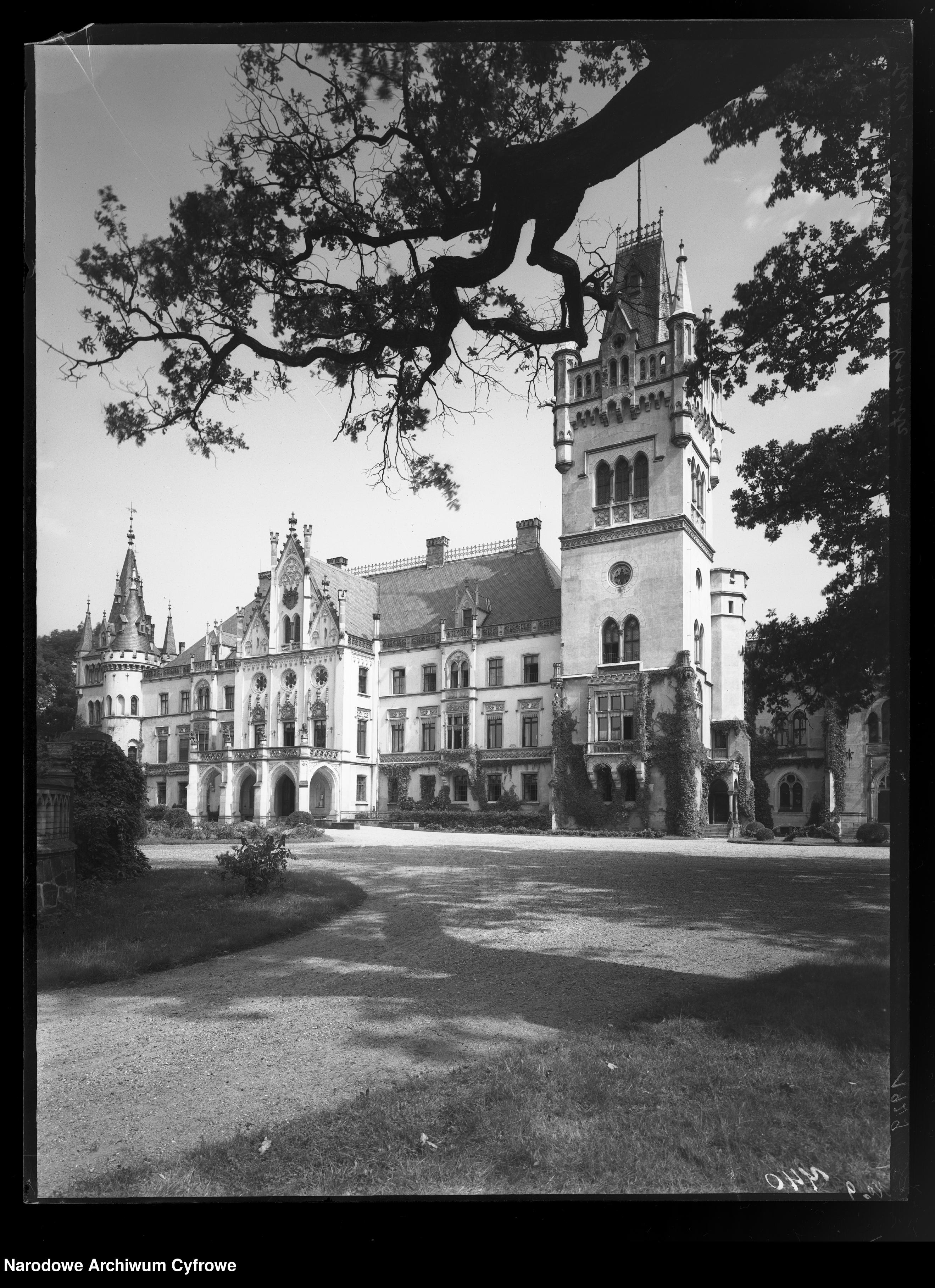
Общий вид замка в межвоенный период

Коппитц превратился в просторную и роскошную резиденцию. После масштабной реконструкции комплекс, фасады которого отныне украшало множество декоративных элементов, действительно стал внешне напоминать сказочный замок принцессы. Супруги фон Шаффгоф прожили в этом замке полвека и смогли в ноябре 1908 года отпраздновать здесь свою золотую свадьбу.
В качестве гостей замок посещали представители высшей европейской аристократии. По приглашению хозяев здесь также бывали многие именитые немецкие художники, литераторы и политики.

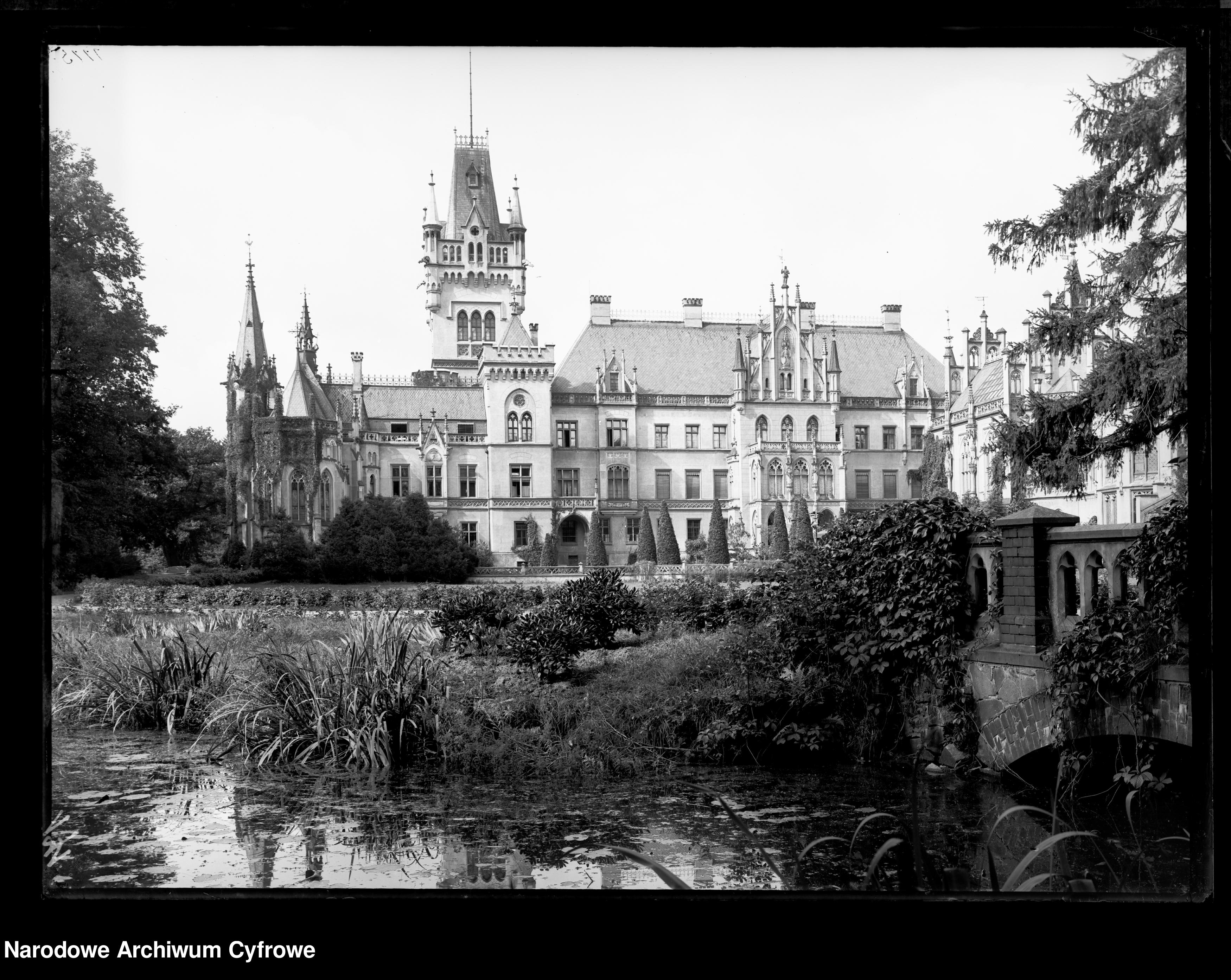
Вид замка на фотографии 1930-х годов

### XX век
До 1945 года замок Коппитц принадлежал потомкам Йоханны и Ханса фон Шаффгоч. Замок благополучно пережил разрушительные события Второй мировой войны. И фасады и интерьеры сохранились в прежнем виде. Однако владельцы уехали вместе с отступающей немецкой армией на запад. 
Летом 1945 года регион перестал быть частью Германии и был включён победителями в состав Польской народной республики. Вскоре прошла национализация всей собственности. С конца 1940-х годов в замке располагались детские лагеря. Новые власти устраивали здесь праздники и культурные мероприятия.
Однако в первой половине 1950-х годов здание оказалось фактически бесхозным. Неохраняемый замок подвергся разграблению. Были похищены и вывезены практически все предметы внутреннего убранства. В 1958 году в замке вспыхнул пожар. С огнём бороться было некому и здание выгорело полностью. С тех пор замок, оставшийся без крыши, не восстанавливали. Из-за воздействия осадков и частых актов вандализма комплекс стал представлять из себя печальное зрелище: все окна выбиты, дверей нет, часть перекрытий обрушилась.
В 1990 году, в надежде на инвестиции и восстановление Коппитца, муниципальные власти Гродкува продали руины краковским бизнесменам Адаму и Виолетте Коч за символическую сумму — 5000 злотых. Кроме того, была предоставлена ещё и рассрочка платежа до 2015 года. Однако новый владелец не сдержал своего обещания. Ремонт так и не начался. Более того, процесс разрушения стен продолжился.

### XXI век
В июне 2008 года владльцы компания ZARMEN из Хожува выкупили руины дворцово-замкового комплекса. Вновь прозвучали обещания о ремонте, реконструкции и реставрации. Правда, рабочие появились на объекте только осенью 2012 года. Серьёзных изменений так и не произошло. А вскоре Коппитц в очередной раз сменил собственника.
После неоднократных смен владельцев (за время которых восстановление так и не началось) в начале 2017 года замок перешел во владение компании Globucor Luxembourg Polska. Согласно согласованному плану на месте руин предполагалось создать немецко-польский исторический музей. Стоимость вложений оценили в 100 миллионов евро. Ожидалось, что работы продлятся около семи лет. Но и на этот раз дело не сдвинулось с мёртвой точки.
В конце 2022 года замок купил инвестор Йоахим Везиоллек из Ополе, который к тому времени уже владел замком в Жирове. Многообещающая сделка, призванная спасти от полного разрушения родовую резиденцию рода Шаффготш состоялась по инициативе Мацея Мишка из Катовице и пастора Ярослава Шелонга из Коппитца. Вскоре на объект прибыли рабочие. Наконец-то начались работы, призванные на первом этапе просто укрепить остатки стен.

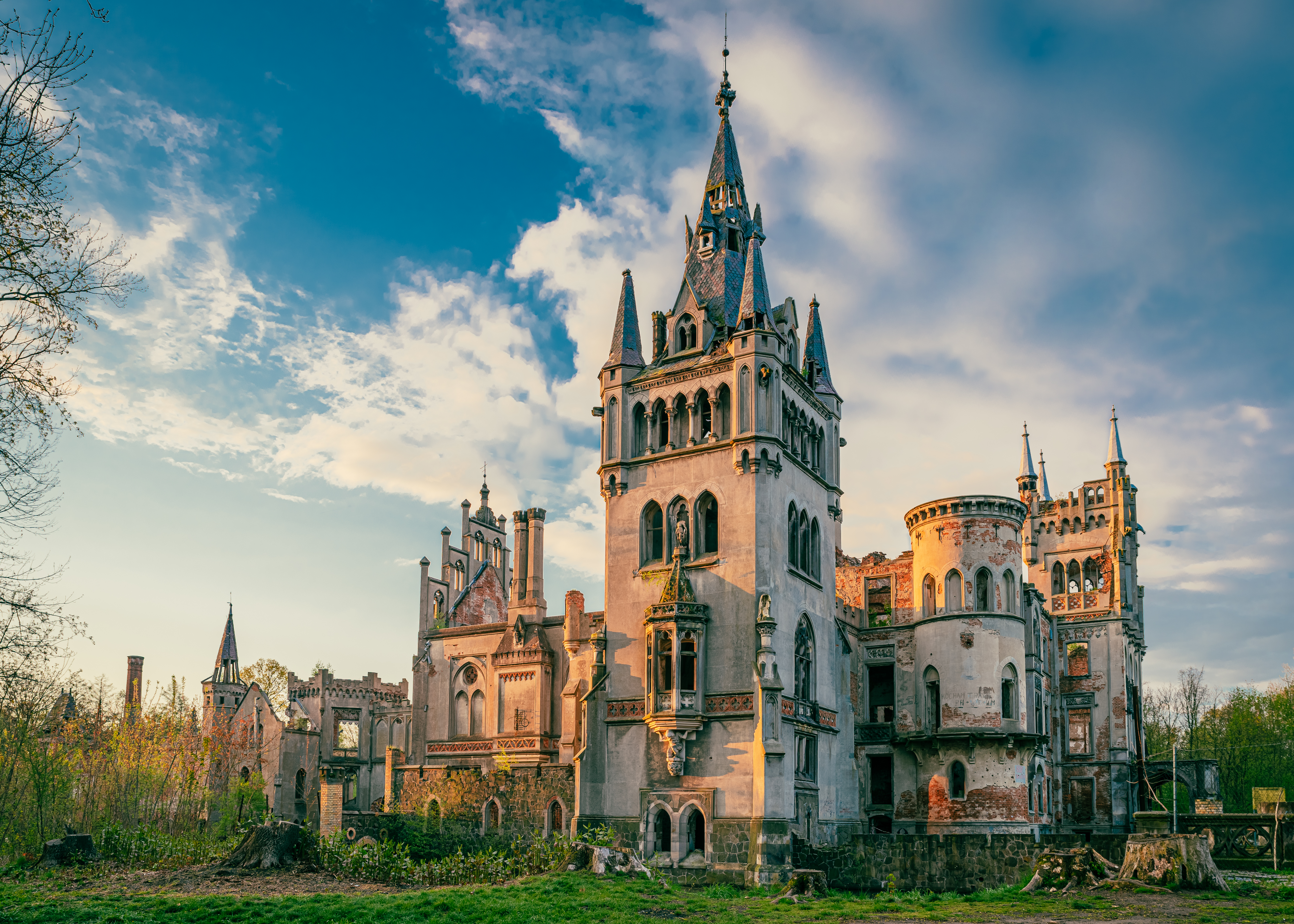
Вид замка в 2021 году

## Описание
Главной частью замка был центральный трёхэтажный корпус, имевший ярко выделявшийся на фоне фасада главный вход с эффектным ризалитом с колоннадой. Справа и слева от главного дома возвышались две башни с угловыми башенками (бартизанами) и разнообразными украшениями. С трёх сторон комплекс окружали пруды, так что сооружение можно было назвать замком на воде. С северо-западной стороны к главному корпусу можно было попасть по каменному мосту, построенному через старинный защитный ров.
В комплексе зданий на каждом этаже (включая подвал) имелись дестяки залов и комнат. Внутри до Второй мировой войны размещались прекрасная коллекция скульптур, картин и охотничьих трофеев, а также собрание редких книг и образцы рыцарских доспехов.

## Парк
Вокруг замок был разбит большой парк в английском стиле. Он хоть и находится в запущенном состоянии, но хорошо сохранился. До сих пор в разных уголках среди старых аллей и каналов можно обнаружить скульптуры и остатки павильонов. Основателем и куратором парка был директор прусских королевских садов Георг Хемпель.
Рядом с замком располагались обширные клумбы, розарии и фруктовые сады. Также имелись огороды и зимний сад. Здесь имелись разнообразные тропические растения и красочные цветочные композиции. 
В парке сохранились огромные дубы, искусственные руины замка, смотровая башня, семейная усыпальница, декоративный храм Дианы, китайский павильон и многочисленные беседки. В прежние времена здесь были созданы оригинальные фонтаны и размещалось множество скульптур с фигурами животных и людей. Автором многих статуй был Карл Керн. Многие из этих памятников к сожалению после 1945 года оказались утрачены.

## Галерея

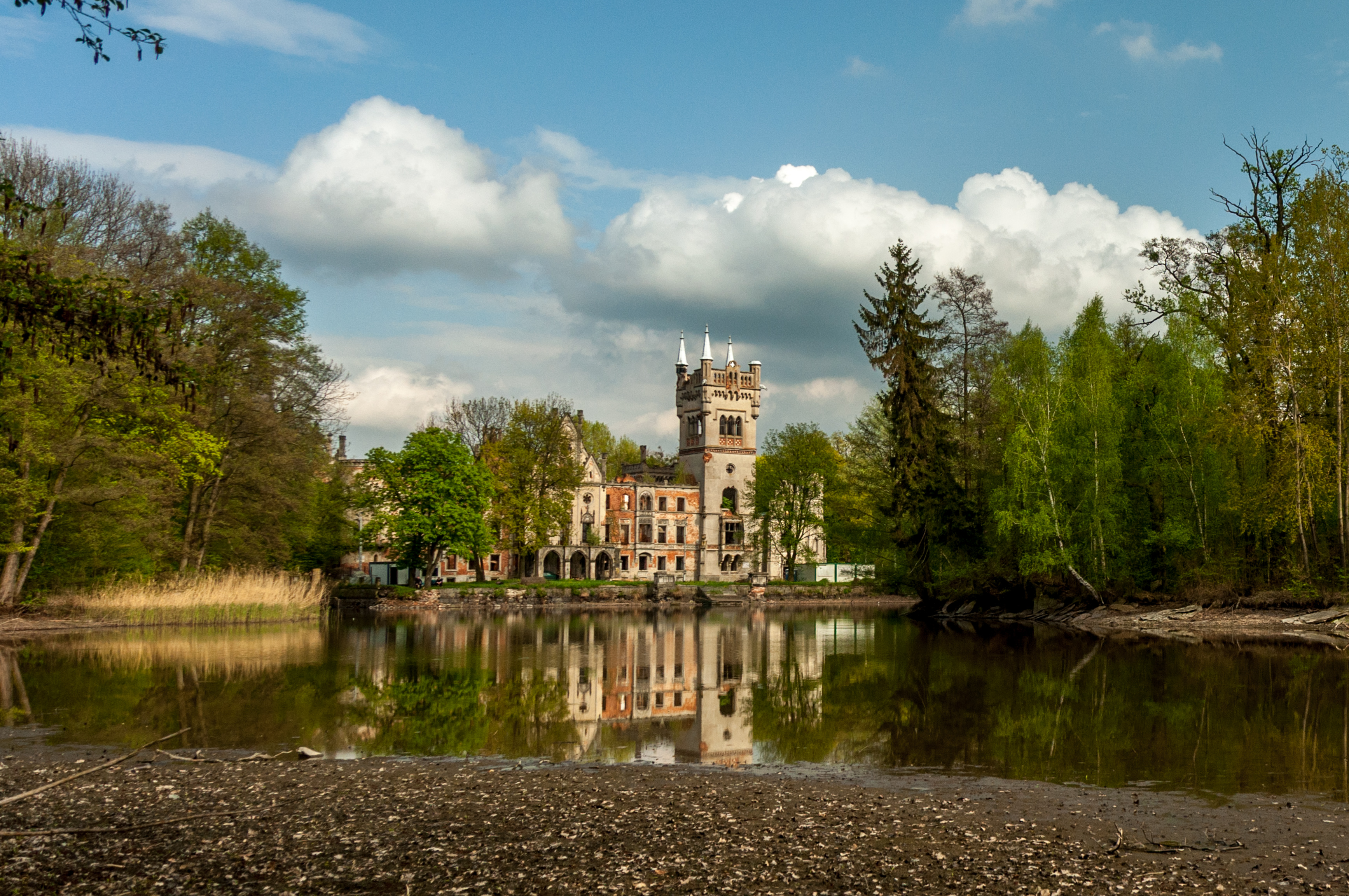
Вид замка со стороны пруда
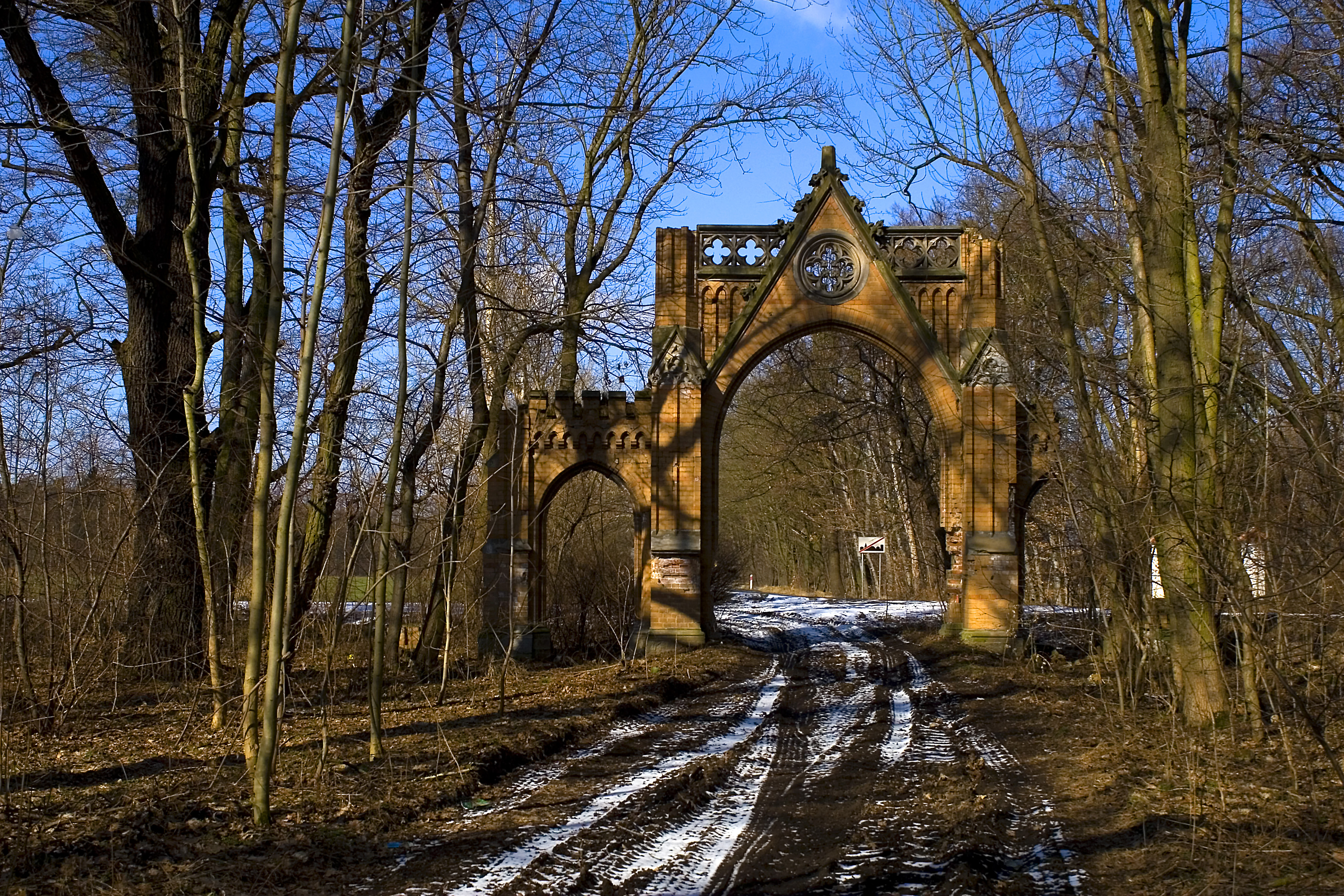
Въездные ворота
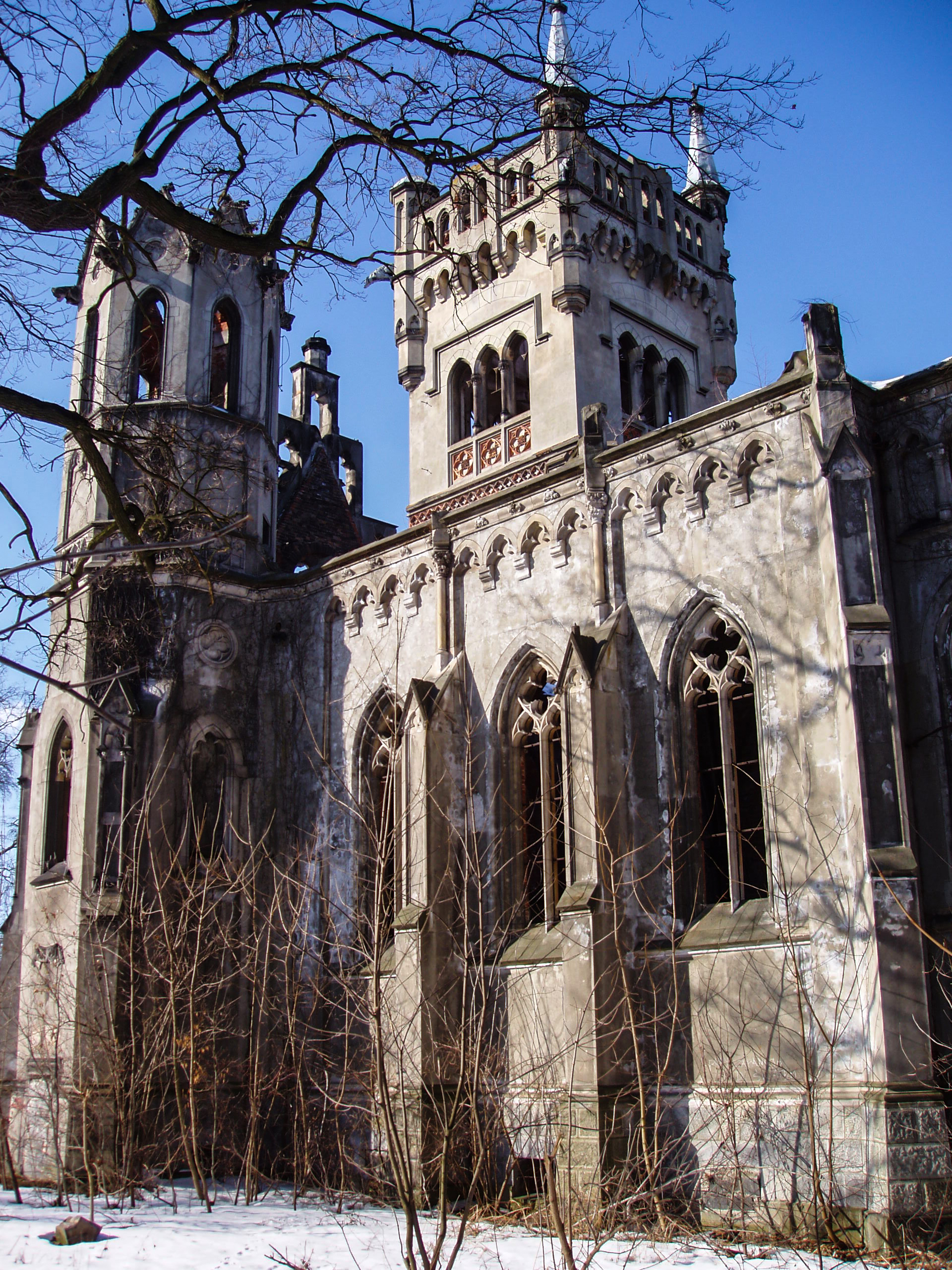
Бывшая замковая капелла
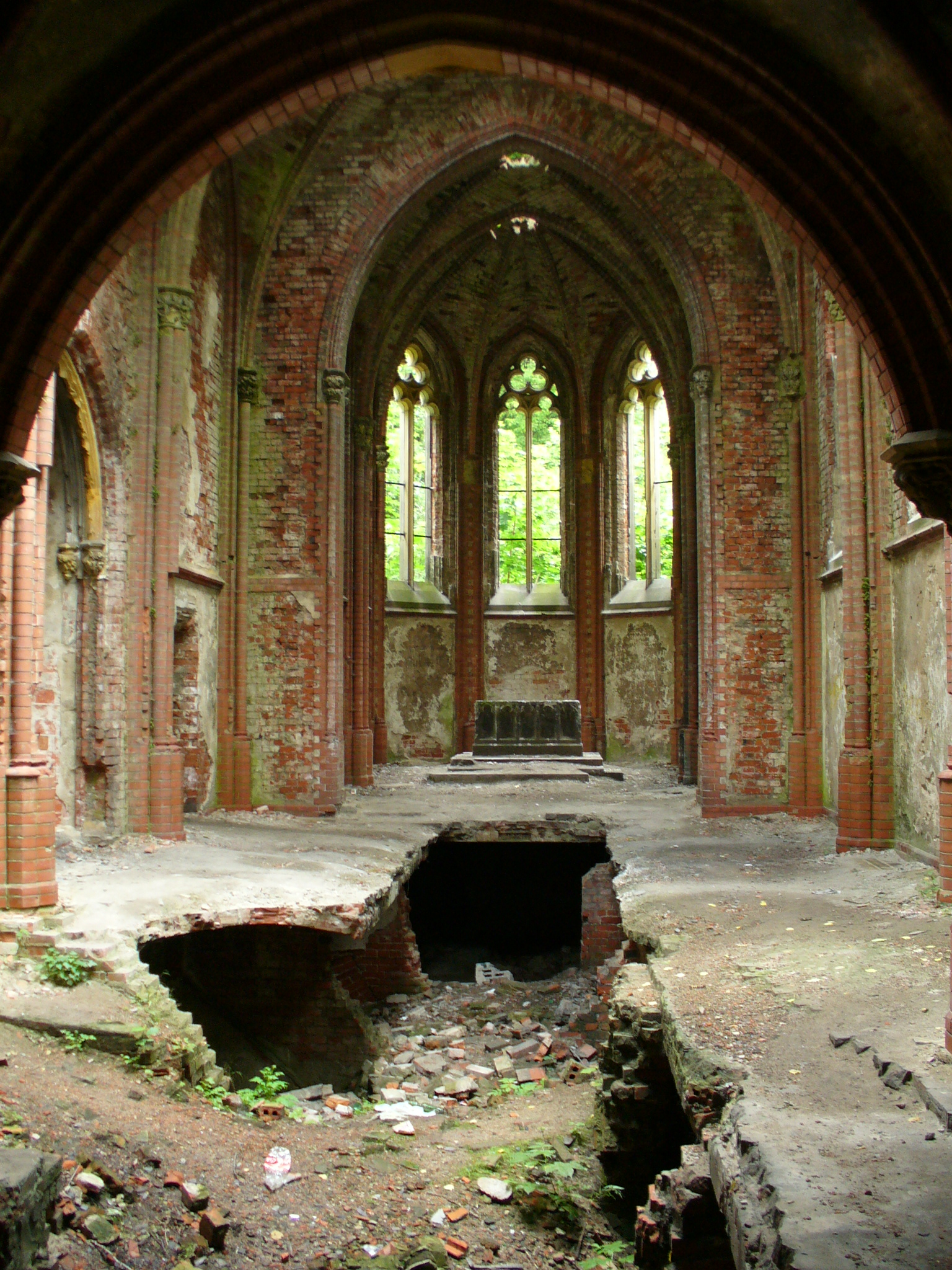
Вид разрушений внутри капеллы
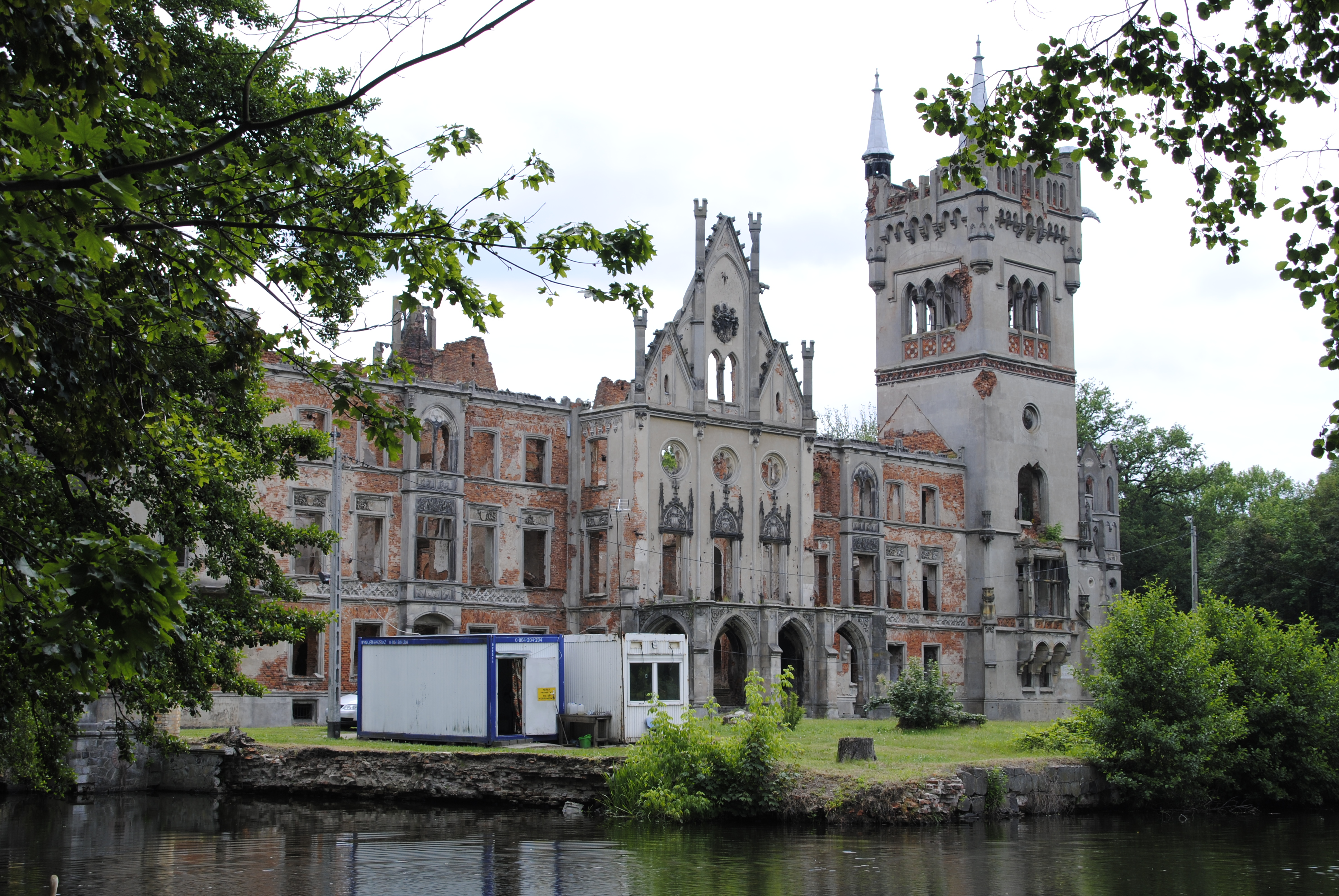
Вид руин с западной стороны